# Nietupa (dopływ Rosi)
Nietupa (biał. Нятупа) – niewielka rzeka na Białorusi w rejonie wołkowyskim. Lewy dopływ Rosi. Sama zasilana przez Hnieznę.